# Hypochilus pococki
Hypochilus pococki är en spindelart som beskrevs av Norman I. Platnick 1987. Hypochilus pococki ingår i släktet Hypochilus och familjen Hypochilidae. Inga underarter finns listade i Catalogue of Life.